# L-311
La L-311, o Carretera de Guissona, és una carretera antigament anomenada provincial, actualment gestionada per la Generalitat de Catalunya. La L correspon a la demarcació de Lleida. Discorre pels termes municipals de Cervera, Tarroja de Segarra, Torrefeta i Florejacs i Guissona, a la de la Segarra.

## Cervera
La carretera arrenca de llevant de la ciutat de Cervera, concretament de l'antic traçat de la N-II, prop del punt quilomètric 520, a poc més d'un quilòmetre a llevant de la boca est del Túnel de Cervera, des d'on arrenca cap al nord-oest, recorre tot el costat de llevant dels eixamplaments moderns de Cervera, fins a l'extrem nord-est de la vila, i arriba al gran punt giratori damunt del traçat de l'autovia A-2, després de trobar el traçat antic de la carretera N-141f(b) i de travessar la via del Ferrocarril de Barcelona a Lleida. Des d'aquest punt rodó, s'adreça cap al nord, travessa per damunt l'autovia C-25, fins que a 3,5 quilòmetres del seu inici troba la cruïlla de la qual surt cap al nord-est la pista rural asfaltada que mena al poble de Castellnou d'Oluges. En aquell punt trenca cap al nord-oest, i en poc més d'un quilòmetre arriba al punt on deixa el terme municipal de Cervera i entra en el de Tarroja de Segarra.

## Tarroja de Segarra
Entra en aquest terme gairebé en el seu extrem meridional, i el travessa del sud-est a nord-oest, fins que arriba a ponent del poble, i hi fa el tomb de sud a nord pel costat oest. Tarroja de Segarra queda a llevant de la carretera, i a ponent seu es troba el poble de Sedó i el santuari de la Mare de Déu de Santesmasses. En aquest tram, la carretera recorre el termenal entre Tarroja de Segarra i Torrefeta i Florejacs, per acabar sortint del terme de Tarroja pel seu extrem nord.

## Torrefeta i Florejacs
Adreçant-se cap al nord, va a passar pel mig, equidistant, de Torrefeta (ponent) i Bellveí (llevant), fins que entra en el terme de Guissona al cap de 3 quilòmetres.

## Guissona
Entra en aquest terme pel seu extrem sud-oest, des d'on va fent un arc cap al nord-oest fins que arriba al punt giratori on enllaça amb les carreteres L-310 i L-313, un quilòmetre al sud-oest de la vila de Guissona, a l'extrem del seu nucli urbà.